# ブアレム・サンサル
ブアレム・サンサル（Boualem Sansal; 1949年10月15日 - ）はフランス語で執筆するアルジェリアの小説家・随筆家。特に独立戦争後のアルジェリアの歴史・社会・政治・宗教を扱った小説およびディストピア小説で知られる。シャルリー・エブド襲撃事件、パリ同時多発テロ事件が起こった2015年に発表され、イスラム主義的全体主義国家を描いた『2084 世界の終わり』は、同年、アカデミー・フランセーズ小説大賞を受賞した。ドイツ書籍協会平和賞など他にも多くの賞を受賞し、欧州で高い評価を得ている。長年、アルジェリア産業省の官僚を務めたが、政権批判により職を解かれ、著書もアルジェリアではほとんどが発禁処分を受けている。使命感から亡命せずに、現在もアルジェリアのブメルデスに在住。

## 背景
ブアレム・サンサルは1949年10月15日、ティセムシルト県テニエト・エル・ハードに生まれた。4人兄弟でサンサルは二男である。5歳のときに、父を交通事故で亡くした。第一次世界大戦に参加した祖父の影響で早くからフランス文化に親しんだ。大叔母ララ・サディアは部族の長として絶大な権力を有する女性であり、チュニジア、モロッコ、フランスなどで公娼宿を多数経営していた。また、メリナ王国（マダガスカル）の最後の女王ラナヴァルナ3世がかつて住んでいた宮殿を買い取り、アルジェリア独立直後、ここにベン・ベラ首相（当時）とナセル大統領（エジプト）を招待するなど、政界においても影響力のある女性であった。これについては2011年出版の『ダーウィン通り』に詳しい。サンサルによると、本書はプライバシー尊重のために匿名にしているが、内容のほとんどが実話であり、歴史的事実であるという。
アルジェリア独立戦争が勃発したのはサンサルが5歳のときである。8歳のときにアルジェに移り住んだ。アルジェの戦いのさなかであった。中等教育学校でラテン語を選択したときには、20～25人のクラスで彼だけがアルジェリア人、他はすべてピエ・ノワールであった。
2025年3月27日、サンサルは懲役5年と罰金50万ディナール（約3,730米ドル）の判決を受けた。

## 専門・大学教員・国家公務員
アルジェ国立理工科大学で工学の学位を取得した後、さらに経済学の博士号を取得した。同大学で教鞭を執った後、国家公務員試験に合格し、産業省に勤務した。一方で熱力学の専門家として研究活動を継続し、学術誌に主にターボジェットエンジンに関する論文を発表していたところ、アメリカ航空宇宙局 (NASA) から採用の申し出があったが断った。彼の兄弟はみな外国で活躍しているが、彼自身は公務員の仕事に満足していたからだという。

## 執筆活動

### 社会問題への取り組み
産業省の官僚に昇進したが、すでに教員時代から女性解放、サハラ砂漠の自然保護、政教分離の問題などに積極的に関わっていた彼は、こうした問題を世論に訴えるために執筆活動を開始した。最初の小説『蛮人の誓い』の原稿をガリマール出版社に送ったところ、編集委員のジャン＝マリー・ラクラヴティーヌに高く評価され、1999年に刊行された。アルジェ県ルイバを舞台に、殺害されたイスラム教徒の過去を通してアルジェリア独立戦争後30年にわたる社会の変化を描いたこの作品は、同年、デビュー小説賞およびフランス開発庁により国際協力・開発に貢献した作品（小説）に与えられるトロピック賞を受章した。
翌2000年に小説『樹洞から生まれた狂人』を発表し、ミシェル・ダール賞を受賞した。これは、作家ミシェル・ダールが晩年に作家として再出発したことにちなみ、第二の人生として作家の道を選び、優れた作品を生み出した作家に送られる賞である。

### 国家公務員解任
2003年に小説『楽園を語って』を発表。サンサルはこの直後に政権批判・体制批判により産業省の官僚の職を解かれた。実際、彼はこれら初期の3作で一貫してアルジェリア社会を厳しく批判し、とりわけ、アルジェリアにおける「闇取引、宗教、官僚主義、犯罪・暴力・党派性の文化、死の称賛、独裁者の賛美、感情的な議論、虚飾趣味」を批判した。解任後、教員であった妻もまた辞職を余儀なくされ、サンサルは職を探したが、公務員としての再就職は難しかった。かつて教鞭を執った国立理工科大学に戻ることを考え、元同僚に相談したところ大いに歓迎されたが、国家公務員である国立大学の教員になるためには、法令や政令による任命が必要であり、官公庁がこれを発布しなければ給与が支払われないと言われた。民間企業、特に外資系企業への就職も考えたが、風当たりが強いのはどこも同じであった。幸いにも印税と各賞の受賞による賞金があり、講演会やシンポジウムにも招待されたため、作家活動で生計を立てることができた。

### 検閲・発禁処分
サンサルの批判精神は解任によって弱められることはなかった。2006年に発表した随筆『アルジェ局留め ― 同国人への怒りと希望の手紙』では、アラビア語政策をはじめとし、アルジェリア現政権の行うさまざまな蛮行を縦横無尽に批判した。本書は発禁処分を受け、サンサルは非難され、罵られ、脅迫を受けた。以後、サンサルの著書は検閲を受け、ほとんどが発禁となった。彼は、「最初はとても辛かったけれど、結局、この方がいいと思った。きちんと決着をつけたのだから。とはいえ、過去40年にわたって同国人と話し合ってきたことを書いただけだ」という。彼は、市民は10月暴動で革命を起こそうとしたが失敗し、シャドリ・ベンジェディード政権が暴動を徹底的に鎮圧した結果、民主主義ではなくイスラム原理主義の台頭（すなわち、イスラム救国戦線の総選挙第1回投票での圧勝）を許すことになり、この結果発生した政府軍とイスラム救国戦線との武力衝突、テロリズム、10年にわたる内戦（暗黒の10年）が国民を疲弊させたと分析する。すなわち、イスラム原理主義者が勢力を拡大し、残虐行為を繰り返すほど、恐怖が日常化し、人々が反応しなくなり、感覚が麻痺したのであり（サンサルはこれをアルジェリアの「アパシー」と表現する）、アルジェリア独立戦争後によって生まれた希望がこのような絶望に変わった今、この経緯を明らかにする必要があった、だからこそこの本を書いたのだという。

### 『ドイツ人の村』
2008年出版の『ドイツ人の村』は、元ナチス親衛隊員でアルジェリア独立戦争に参加したハンス・シラーの物語を、パリ郊外で叔父に育てられた息子が語るという設定であり、ユダヤ人大量虐殺、暗黒の10年（アルジェリア内戦）を背景にフランスの郊外に暮らすアルジェリア移民の現状が描かれている。これらはいずれも扱いにくい問題であり、批判が殺到した。まず、「忌まわしいナチス親衛隊と栄光のアルジェリア独立戦争を一緒くたにしてアルジェリアの威厳を傷つけた」と批判された。だがサンサルは、元ナチス親衛隊員でアルジェリア独立戦争に参加した人物が実際にいたことを偶然知り、彼について調査し、この結果明らかになった事実に基づいて書いていた。ドイツ降伏後、エジプトに亡命し、エジプトの機密情報局に勤務した後、ナセル大統領により、アルジェリア民族解放軍の参謀本部に技術顧問として派遣された人物であり、後に彼が築いた村は「ドイツ人の村」と呼ばれていた。ユダヤ人大量虐殺についても同様であり、パレスチナ人が多数殺されている現状やアルジェリアにおけるフランス植民地主義による犯罪を軽視していると批判された。サンサルはこれに対して、アラブ世界ではユダヤ人大量虐殺が度外視または過小評価されていることを指摘し、多くのアラブ・イスラム諸国に蔓延する人種差別や反ユダヤ主義を批判した。また、アルジェリア内戦については、これをナチス・ドイツと関連付けるのは強引だと批判された。サンサルは、イスラム主義反政府軍は、「一党制、軍国化、過剰なプロパガンダ、厳重警戒態勢、密告、歴史歪曲、外国人嫌悪、イスラエル・米国が仕組んだ陰謀であるという主張」などナチス党と同じ手段に訴えた、イスラム原理主義はかつてのナチズムと同様のファシズム、全体主義であって、ヒトラーはすでに1933年にこれに気づいていたからこそ、アミーン・フサイニー（エルサレム大ムフティー）、ハサン・アル＝バンナー（ムスリム同胞団の創設者）などイスラム諸国で台頭しつつあったイスラム原理主義者と密接な関係を築いていたのだと主張し、「イスラム教は精神性を、本来持っていた力を回復しなければならない。イスラム教の解放、脱植民地化、共有化が必要だ」と訴えている。
『ドイツ人の村』は、フランス文学者協会 (SGDL) のSGDL文学大賞、RTLグループのRTL読書大賞、工芸技師協会のネシム・アビフ賞、作家ルイ・ギユーにちなむルイ・ギユー賞を受賞した。

### 「文学をやっているのであって、戦争をやっているのではない」
同2008年、毎年3月にパリ15区のポルト・ド・ヴェルサイユでフランス最大の書籍展サロン・デュ・リーブル（2016年にリーブル・パリに改名）で、名誉招待国としてイスラエルが選出されたことに対してアラブ諸国が抗議し、ボイコットを呼びかけた。書籍展主催者から招待されていたサンサルは、「文学をやっているのであって、戦争をやっているのではない。アラブ人がユダヤ人の本を読んだからといって、イスラエル政府に加担するわけではない」と抗議し、自国政府の反対を押し切って書籍展に参加した。

### アラブ小説賞取り消し
2011年に小説『ダーウィン通り』を発表した。「ダーウィン通り」はアルジェ県のベルーイドード（植民地時代にベルクールと呼ばれていた）にある通りで、カミュの生家から100メートルほどのところにあり、サンサルはここに1950年代から60年代にかけて住んでいた。アルジェリアの歴史を織り込んだこの個人史は、母の死を機に書いたものである。『ダーウィン通り』は翌12年のアラブ小説賞を受賞した。これは、フランスのアラブ諸国大使評議会が2008年に創設し、アラブ諸国からの資金援助によって運営されている賞であり、授賞式はアラブ世界研究所で行われる。当時の審査委員長はエレーヌ・カレール・ダンコースであった。ところが審査団は、授賞式の直前に、アラブ諸国から受賞取り消しと再審査を命じる通知を受け取った。理由は「アラブ世界における現状に鑑みて」とあるだけであったが、サンサルが受賞後に、エルサレム国際作家フェスティバルに招待されてイスラエルを訪れたことが原因であることが明らかになった。ハマースが間もなく、サンサルのフェスティバル参加は、「パレスチナ人に対する裏切り行為である」とする声明を発表したからである。審査員らは辞意を表明し、サンサルは「耐え難いことだが、このような愚かしい現実があることが明らかになった」と述べた。この結果、同賞は今後アラブ諸国からの資金援助を受けることなく運営することになり、サンサルはアラブ小説賞を奪回することになった。

### ディストピア小説
2015年1月7日、イスラム化する欧州を描いたミシェル・ウエルベックのディストピア小説『服従』が刊行された日の朝、奇しくもシャルリー・エブド襲撃事件が起こった。このときサンサルは、後に『服従』のさらにその先を描いたとされる『2084 世界の終わり』を執筆していた。本書は同年8月に発表され、10月29日にアカデミー・フランセーズ小説大賞を受賞した。パリ同時多発テロ事件が起こったのはこの2週間後のことである。サンサルはこれまでの実話・歴史的事実に基づく作品から一転して、ジョージ・オーウェルの『1984年』の100年後の世界、「大聖戦」の核爆弾で滅ぼされた後の世界、偉大な神ヨラーとその忠実な代理人アビを信奉する宗教国家アビスタンを描き、イスラム原理主義とその全体主義を批判した。
パリ同時多発テロ事件の直後に次のディストピア小説の執筆に取りかかり、2018年に『エアリンゲン列車』として発表した。得体の知れない侵略者に支配されたドイツの一都市の歴史を通して、テロリズムによって荒廃した世界を描いたこの作品は、難民危機とイスラム原理主義の勢力拡大に引き裂かれた欧州社会の近未来像を示している。

### 国の歴史を取り戻す
2018年11月、フランス共和国ライシテ委員会のライシテ賞を受賞した。現在、フランス国内でもライシテ（政教分離）に関する意見が分かれ、見直しが必要だという声が上がっており、また、フランスのライシテは普遍主義に基づき、共同体主義を否定する点で特殊だとされるが、サンサルは受賞演説で、「アラブ・イスラム諸国からの圧力に抗して、フランスのライシテとその特殊性を守らなければならない」と語った。サンサルは現在もアルジェリアのブメルデスに在住しているが、フランスに亡命したと思い込んでいるアルジェリア人が多く、「政教分離の国に住んでいるから、あのような（宗教批判の）本が書けるのだ」と言われるという。また、「亡命を考えたことはないのか」という質問に対して、「毎日のように考えている。毎日、『もうおしまいだ。疲れた。ここでの生活は辛すぎる』と思うが、母を置き去りにすることはできないし、この「戦場」を去って普通の生活を送ったところで、罪悪感から逃れられない。行動を起こそうとしない人々に範を示したい。国を去らなければならないのは権力者たちだ。これまで譲歩しすぎた、もはや譲歩すべきではない」と説明した。実際、4期20年の長期政権を維持してきたブーテフリカ大統領の5期目への立候補をきっかけに起こった、辞任を求める大規模デモについて、次のように語った。
サンサルは主にフランス、ドイツで高く評価されているが、同じマグレブ諸国出身でサンサルを支持する知識人に、イスラムにおける自由主義・進歩主義を唱えるアブデラワハブ・メデブ、宗教人類学者でイスラム啓蒙主義を唱えたマレク・シェベル、近代的イスラムの再建を目指したムハンマド・アルクーン、コーランの文化人類学で知られるユセフ・セディックらがいる。

## 受賞・栄誉

### 各作品に対して
- デビュー小説賞 (1999年) -『蛮人の誓い』
- トロピック賞 (1999年) -『蛮人の誓い』
- ミシェル・ダール賞 (2000年) -『樹洞から生まれた狂人』
- フランス文学者協会 (SGDL) 文学大賞 (2008年) -『ドイツ人の村』
- RTL読書大賞 (2008年) -『ドイツ人の村』
- ネシム・アビフ賞 (2008年) -『ドイツ人の村』
- ルイ・ギユー賞 (2008年) -『ドイツ人の村』
- アラブ小説賞 (2012年) -『ダーウィン通り』
- アカデミー・フランセーズ小説大賞 (2015年) -『2084 世界の終わり』

### 作家に対して
- （パリ第8大学）エドゥアール・グリッサン賞 (2007年)
- ドイツ書籍協会平和賞(2011年)
- （フランス文化省）芸術文化勲章シュヴァリエ (2012年)
- （アカデミー・フランセーズ）フランス語圏大賞 (2013年)
- リヨン高等師範学校名誉博士号 (2013年)
- （共和国ライシテ委員会）ライシテ賞 (2018年)
- チーノ・デル・ドゥーカ世界賞 (2025年)

## 邦訳作品
- 『2084 世界の終わり』中村佳子訳、河出書房新社、2017年。

## 著書

### 小説
- Le Serment des barbares (蛮人の誓い), Gallimard « Folio », 1999.
- L'Enfant fou de l'arbre creux (樹洞から生まれた狂人), Gallimard « Folio », 2000.
- Dis-moi le paradis (楽園を語って), Gallimard « Blanche », 2003.
- Harraga (ハラガ)[23], Gallimard, « Folio », 2005.
- Le Village de l'Allemand ou Le Journal des frères Schiller (ドイツ人の村 ― シラー兄弟の日記), Gallimard, 2008.
- Rue Darwin (ダーウィン通り), Gallimard, 2011.
- 2084 : la fin du monde, Gallimard, 2015.
  - 『2084 世界の終わり』中村佳子訳、河出書房新社、2017年。
- Romans (1999-2011), coll. Quarto, 2015 - ガリマール出版社の全集シリーズ「クワルト版（フランス語版）」
- Le Train d'Erlingen ou la Métamorphose de Dieu (エアリンゲン列車 ― 神の変身), Gallimard, 2018.

### 随筆・評論
- Poste restante : Alger : lettre de colère et d'espoir à mes compatriotes (アルジェ局留め ― 同国人への怒りと希望の手紙), Gallimard « Folio », 2006.
- Petit éloge de la mémoire : quatre mille et une années de nostalgie (ささやかな追懐 ― 四千一年の郷愁), Gallimard « Folio », 2007.
- Gouverner au nom d'Allah : islamisation et soif de pouvoir dans le monde arabe (アッラーの名における支配 ― イスラム化とアラブ社会における権力欲), Gallimard, 2013.
- L'Impossible Paix en Méditerranée (地中海地域におけるあり得ない平和), Éditions de l'Aube, 2017 - ボリス・シリュルニクとの対談集。

## 参考資料
- Sid Ahmed Hammouche, Boualem Sansal : « Je fais de la littérature, pas la guerre » (2008) - L'Obs / Rue89.
- Peras Delphine, L'Algérie à vif (2008) - L'Express.
- Marianne Payot, Boualem Sansal: "Il faut libérer l'islam" (2011) - L'Express.
- Renaud de Rochebrune (Entretien), Boualem Sansal : « Je suis légitime en Algérie, c’est au pouvoir de partir » (2011) - Jeune Afrique.